# Las Charcas
Las Charcas är en kommun i Dominikanska republiken.   Den ligger i provinsen Ázua, i den centrala delen av landet, 70 km väster om huvudstaden Santo Domingo. Antalet invånare i kommunen är cirka 11 200.
Terrängen runt Las Charcas är varierad. Havet är nära Las Charcas åt sydväst. Runt Las Charcas är det ganska tätbefolkat, med 86 invånare per kvadratkilometer. Närmaste större samhälle är Azua, 12,4 km väster om Las Charcas. I omgivningarna runt Las Charcas växer huvudsakligen savannskog.